# Reinhold Ferdinand Winzer

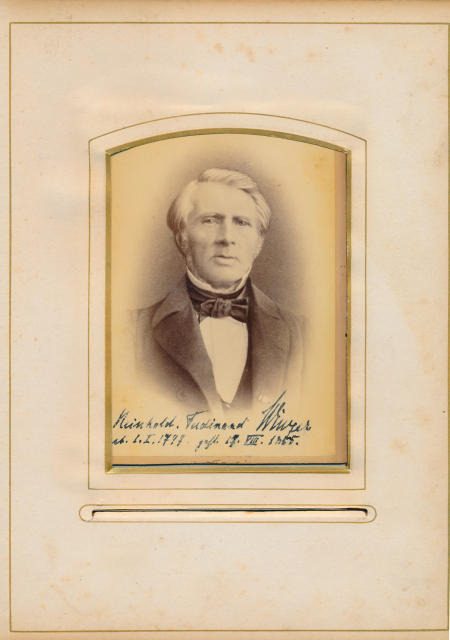
Reinhold Ferdinand Winzer

Reinhold Ferdinand Winzer (* 1. Januar 1797 in Herford; † 17. August 1865 in Minden) war ein evangelischer Pfarrer und Superintendent in Minden.

## Leben
Reinhold Ferdinand Winzer war ein Sohn des Lehrers und Kantors Friedrich-Karl Wintzer (1756–1838) und der Henriette Brockmann (1758–1818), Tochter des Herforder Stadtphysicus Heinrich David Brockmann (1727–1773).
Winzer machte im Herbst 1814 im Gymnasium Fridericianum in Herford das Abitur und legte als Einjährig-Freiwilliger den Wehrdienst im Minden-Ravensberger Detachement ab. Anschließend studierte er in Halle an der Saale und schloss das Examen in Münster ab. Im Januar 1819 wurde er Konrektor in seinem Herforder Gymnasium. Ende Dezember 1822 wurde Winzer in Enger als zweiter Pastor ordiniert, im April 1826 konnte er als erster Pastor nach Warburg wechseln. Die Berufung zum Pastor bei St. Martini in Minden im Juli 1829 zeigte die Bedeutung seiner Person. Im folgenden Jahr wurde er auch zum Superintendenten des Kirchenkreises Minden benannt.
Ende November 1846 schied Winzer als Superintendent und Pastor aus, um in der Regierung Minden das Amt als Konsistorialrat (Schulrat) zu übernehmen. Ende April 1862 ging er in den Ruhestand.

## Familie
Winzer heiratete am 18. Dezember 1822 in Borgholzhausen Louise Schultze-Rhonhof (1797–1826), eine Tochter des Pastors Wilhelm Ludwig Schultze-Rhonhof (1766–1842). Die Kinder waren:
- Karl Wilhelm (1823–1898), Textilunternehmer – verheiratet ab 1858 mit Helene Stallforth (1835–1905)
- Mathilde (1825–1864) – verheiratet ab 1849 mit dem Pastor August Henrici (1805–1895)
- Reinhold (1826–??)

Nach dem Tod seiner ersten Frau heiratete Winzer am 12. Februar 1828 in Wethen Julie Schotte (1799–1869), ihr Vater war auch Pastor. Die Kinder waren:
- Emilie (1829–1895) – verheiratet ab 1859 mit Gustav Vormbaum (1828–??)
- Auguste (1832–1897) – verheiratet ab 1858 mit dem Gymnasialdirektor Hermann Petri (1831–1906), ein Sohn von Dietrich Moritz Petri (1782–1863), Bürgermeister von Lemgo
- Wilhelm Julius Reinhold (1834–1919), Regierungspräsident – verheiratet ab 1866 mit Anna Kleine (1838–??)
- Reinhold (1837–1863), gefallen in der Schlacht von Gettysburg
- Rudolf (1840–1914), Pastor in Minden[2] – verheiratet ab 1873 mit Laura Wiesmann (1844–1919), Tochter von Julius Wiesmann (1811–1884), Generalsuperintendent der Evangelischen Kirche von Westfalen